# District d'Eisenstadt-Umgebung
Le district d'Eisenstadt-Umgebung (« Eisenstadt-campagne ») est un district (Bezirk) du Land autrichien de Burgenland.

## Municipalités
Le district d'Eisenstadt-Umgebung est constitué des municipalités suivantes :
- Breitenbrunn am Neusiedler See
- Donnerskirchen
- Großhöflein
- Hornstein
- Klingenbach
- Leithaprodersdorf
- Loretto
- Mörbisch am See
- Müllendorf
- Neufeld an der Leitha
- Oggau am Neusiedler See
- Oslip
- Purbach am Neusiedlersee
- Sankt Margarethen im Burgenland
- Schützen am Gebirge
- Siegendorf
- Steinbrunn
- Stotzing
- Trausdorf an der Wulka
- Wimpassing an der Leitha
- Wulkaprodersdorf
- Zagersdorf
- Zillingtal